# Eukoenenia antanosa
Eukoenenia antanosa är en spindeldjursart som först beskrevs av Jules Rémy 1950.  Eukoenenia antanosa ingår i släktet Eukoenenia och familjen Eukoeneniidae. Inga underarter finns listade i Catalogue of Life.